# Sincheon-dong, Daegu
Sincheon-dong (koreanska: 신천동) är en stadsdel i staden Daegu i den sydöstra delen av Sydkorea, 240 km sydost om huvudstaden Seoul. Den ligger i stadsdistriktet Dong-gu.

## Indelning
Administrativt är  Sincheon-dong indelat i:
| Namn      | Namn                     | Yta i km² | Invånare 31 aug 2020 |
| --------- | ------------------------ | --------- | -------------------- |
| 신천1·2동 | Sincheon 1(il)·2(i)-dong | 0,47      | 13 429               |
| 신천3동   | Sincheon 3(sam)-dong     | 0,70      | 12 613               |
| 신천4동   | Sincheon 4(sa)-dong      | 0,78      | 7 540                |